# Herborn
Herborn város Németországban, Hessen tartományban. Északról Dillenburg városával határos, északkeleten Siegbach községgel, keleten Mittenaar községgel, délkeleten Sinn községgel, délen Greifenstein községgel, nyugaton pedig Driedorf és Breitscheid községekkel.

## Története
Első említése 1048-ból maradt fenn. 1251-ben II. Walram és I. Ottó nassaui grófok közbenjárására városi jogokat kapott. Főiskoláját, az Academia Nassauensist 1584-ben létesítette VI. János nassau-dillenburgi gróf. Ez később egyetemhez hasonló református főiskolává lett, amely széles Európából vonzotta a diákokat, de az egyetemi rangot nem sikerült elnyernie. A leghíresebb tanítvány Jan Amos Comenius volt, aki 1611-1613 között tanult itt.
Az első német református Biblia-fordítás, Johann Piscator műve, 1602-ben Herbornban készült.
1626-ban a várost tűzvész pusztította, melynek során 214 ház égett le. A harmincéves háború alatt a várost ötven svéd katona védte.
A bécsi kongresszus után Herborn gazdasága nem fejlődött a vámok miatt, mígnem 1836-ban a Nassaui Hercegség is csatlakozott a Német Vámunióhoz.  Az 1866-os porosz-osztrák háborút követően, ahol Nassau Ausztria oldalán vett részt, a Nassaui Hercegséget (benne Herbornnal) a Porosz Királysághoz csatolták .
A második világháborúban a várost megkímélték a bombák. A zsidó közösséget 1942-ben deportálták, a pszichiátriai klinika számos páciensét pedig megölték.
A hesseni közigazgatási reform következtében 1977. január 1-jétől Herbornhoz csatolták az addig önálló Burg, Herbornseelbach, Hirschberg, Hörbach, Merkenbach és Schönbach községeket.

## Fordítás
- Ez a szócikk részben vagy egészben  a   Herborn című német Wikipédia-szócikk fordításán alapul.  Az eredeti cikk szerkesztőit annak laptörténete sorolja fel. Ez a jelzés csupán a megfogalmazás eredetét és a szerzői jogokat jelzi, nem szolgál a cikkben szereplő információk forrásmegjelöléseként.